# 杜布纳
杜布納（俄语：Дубна́）是俄羅斯莫斯科州的一個城市，位於莫斯科北方、伏爾加河畔、莫斯科運河的北起點。2002年人口60,951人。
1956年設市。是一座科學城。該城是聯合核研究所所在地。

## 友好城市
- 美国拉克罗斯
- 以色列吉夫阿特什穆埃爾
- 乌克兰阿盧什塔
- 波蘭戈乌达普
- 庫爾洽托夫（英语：Kurchatov, Kazakhstan）
- 中国临沧市